# WKAQ-AM
WKAQ-AM é uma estação de radio com sede em San Juan, Porto Rico que está na frequencia em 580 kHz com formato em Língua Espanhola. A estação atualmente pertence a Univision Radio. A programação é repetida na estação WUKQ, que está na frequencia 1240 kHz é tem sede em Ponce, Porto Rico.